# 于帕尔拉克
于帕尔拉克（法語：Huparlac，法語發音：[ypaʁlak]）是法国阿韦龙省的一个市镇，属于罗德兹区。

## 地理
于帕尔拉克（44°42'50"N, 2°45'43"E）面积24.7 平方千米，位于法国奧克西塔尼大區阿韦龙省，该省份为法国南部内陆省份，位于法國中央高原南部，北起顺时针与康塔爾省、洛泽尔省、加尔省、埃罗省、塔恩省、塔恩-加龙省和洛特省接壤。
与于帕尔拉克接壤的市镇（或旧市镇、城区）包括：卡叙埃茹勒、阿尔让斯和欧布拉克、圣阿芒德科、圣桑福里安-德泰尼耶尔、苏拉日博讷瓦勒。

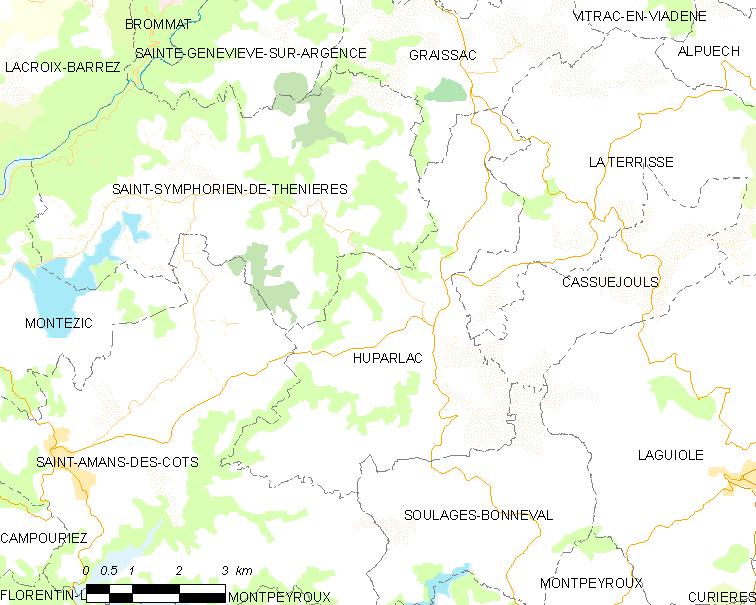
于帕尔拉克的OSM定位图

于帕尔拉克的时区为UTC+01:00、UTC+02:00（夏令时）。

## 行政
于帕尔拉克的邮政编码为12460，INSEE市镇编码为12116。

## 政治
于帕尔拉克所属的省级选区为欧布拉克-卡尔拉代斯县。

## 人口

1962-2008年间于帕尔拉克人口变化图示

于帕尔拉克于2022年1月1日时的人口数量为252人。